# Gustave Alasseur
Gustave Alasseur est un ingénieur des travaux publics et un homme politique français né le 18 septembre 1843 à Autry-le-Châtel (Loiret) et mort le 3 juin 1916 dans la même commune.

## Biographie
Diplômé de l’École des arts et métiers de Paris ( "C'est son frère Amédée  Alasseur qui a cette formation de l'École des Arts et Métiers d'Angers, pas lui", il débute dans l'administration des Ponts et Chaussées, avant d'entrer dans l'entreprise de travaux publics de son oncle, puis dans celle de son beau-père et associé. Il participe notamment aux travaux de Haussmann à Paris, comme le percement de l'avenue de l'Opéra.
Conseiller municipal d'Autry-le-Châtel en 1881, maire en 1889, il est aussi conseiller général du canton de Châtillon-sur-Loire.
Il est député du Loiret de 1893 à 1900, puis sénateur du Loiret de 1900 à 1906. Battu au renouvellement de 1906, il retrouve son siège de député en 1910, le conservant jusqu’à son décès en 1916. Il s'intéresse surtout aux questions de travaux publics.

## Sources
- Jean Jolly (dir.), Dictionnaire des parlementaires français, Presses universitaires de France